# Sclerogaster pacificus
Sclerogaster pacificus är en svampart som beskrevs av Zeller & C.W. Dodge 1935. Sclerogaster pacificus ingår i släktet Sclerogaster och familjen Sclerogastraceae.   Inga underarter finns listade i Catalogue of Life.